# Ramljane (Biskupija)
Ramljane su naselje u općini Biskupija Šibensko-kninskoj županiji

## Povijest
Ramljane su se od 1991. do 1995. godine nalazile pod srpskom okupacijom, tj. bile su u sastavu SAO Krajine.
Do 1991.  su pripadali općini Knin.

## Zemljopis
Pripadaju općini Biskupija, smještene su na 323 metra nadmorske visine te zauzimaju 23,94 km² prostorne površine.

## Stanovništvo

### Nacionalni sastav naseljenog mjesta Ramljane
| godina popisa | ukupno | Srbi         | Hrvati    | Jugoslaveni | ostali    |
| ------------- | ------ | ------------ | --------- | ----------- | --------- |
| 1991.         | 569    | 559 (98,24%) | 2 (0,35%) | 5 (0,87%)   | 3 (0,52%) |
| 1981.         | 588    | 561 (95,40%) | 3 (0,51%) | 23 (3,91%)  | 1 (0,17%) |
| 1971.         | 670    | 665 (99,25%) | 2 (0,29%) | 0           | 3 (0,44%) |

| broj stanovnika | 586   | 582   | 485   | 636   | 658   | 734   | 658   | 843   | 765   | 775   | 761   | 670   | 588   | 569   | 124   | 118   | 117   |
|                 | 1857. | 1869. | 1880. | 1890. | 1900. | 1910. | 1921. | 1931. | 1948. | 1953. | 1961. | 1971. | 1981. | 1991. | 2001. | 2011. | 2021. |